# 格伦·科恩
格伦·科恩（英語：Glenn Cowan，1952年8月25日—2004年4月6日），男，美國乒乓球運動員，在乒乓外交事件中促進中美冰封二十年的外交關係重新解凍，並成為首批到訪中華人民共和國的美國人。

## 生平
1952年，格伦·科恩出生于美国纽约一个犹太人中产阶级家庭，从小将兵乓球当作业余爱好。1966年，科恩全家搬到洛杉矶，第二年，格伦·科恩的父亲因肺癌去世，随后科恩成为嬉皮士，并留长头发，通过打乒乓球进行日常开销。

### 乒乓外交
1971年3月28日，格伦·科恩随美国乒乓球队来到日本名古屋参加第31届世界乒乓球锦标赛。4月4日，格伦·科恩为了赶去体育馆，无意中坐上中国大陆乒乓球代表团的车。由于中美两国长期处于敌对状态，双方没有交流。快到终点的时候，中国乒乓球球员莊則棟通过翻译与科恩简单攀谈，并送给科恩一件印有黄山风景的杭州织锦。等待中国代表团的记者发现中国大陆代表团车里一个美国运动员后拿起照相机拍照。第二天，庄则栋与科恩的照片及报道占据了日本各大媒体的显著位置。1971年4月6日，毛泽东决定邀请美国乒乓球队访华。
1971年4月12日，格伦·科恩随美国乒乓球代表团到达北京。

### 晚年
格伦·科恩由于长期生活颓废，经常吸食麻醉性药物，导致精神和身体受到损害。他曾写过一本关于如何打乒乓球的书，但该书实际上是以个人照片为主要内容的自传，因此销量很少。格伦·科恩做过鞋店售货员、代课老师，偶尔参加乒乓球比赛或活动，但一直没有稳定的工作。格伦·科恩经济拮据，居无定所甚至露宿街头，常常向朋友和母亲借债度日导致他众叛亲离。最后，格伦·科恩在医院里接受精神病方面的治疗，还做心脏搭桥手术，2004年4月6日，格伦·科恩死于心脏病，享年52歲。